# Сохатый (участок)
Сохатый — участок (населённый пункт) в Нижнеилимском районе Иркутской области России. Входит в состав Соцгородокского муниципального образования. Находится примерно в 50 км к юго-западу от районного центра.

## Население
| 2002 | 2010 | 2011 | 2012 |
| ---- | ---- | ---- | ---- |
| 8    | ↘1   | →1   | →1   |

По данным Всероссийской переписи, в 2010 году в населённом пункте проживал 1 мужчина.